# 安部川
もしかして
- 安倍川

ではありませんか？